# Campylorhamphus
Campylorhamphus is een geslacht van zangvogels uit de familie ovenvogels (Furnariidae).

## Soorten
Er zijn zes soorten:
- Campylorhamphus falcularius  – Zwartsnavelmuisspecht
- Campylorhamphus multostriatus –  Xingukromsnavelmuisspecht
- Campylorhamphus probatus – Tapajóskromsnavelmuisspecht
- Campylorhamphus procurvoides  – Kromsnavelmuisspecht
- Campylorhamphus pusillus  – Bruinsnavelmuisspecht
- Campylorhamphus trochilirostris  – Kolibriemuisspecht